# Galeomma turtoni

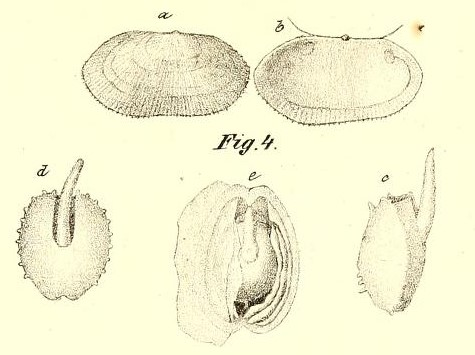
Galeomma turtoni, Gehäuse (4a,b), Tier von unten mit dem ausgestreckten Fuß (4c), Tier von der Seite (4c), Mantel teilweise entfernt (4e) (aus Philippi, 1844: Taf. 14, Fig. 4a-e)

Galeomma turtoni ist eine im Meer lebende Muschel-Art aus der Familie der Galeommatidae. Das Verbreitungsgebiet erstreckt sich in den Küstenbereichen des Ostatlantiks von den Britischen Inseln bis nach Angola.

## Merkmale
Die gleichklappigen Gehäuse haben eine Länge bis zu 15 mm (4 bis 13 mm). Sie sind nur gering ungleichseitig, die Wirbel sitzen nur knapp vor der Mittellinie. Sie sind im Umriss länglich-rhomboidal und mäßig aufgebläht (ein Exemplar: 9 mm lang, 4 mm hoch, 4 mm dick). Der Dorsalrand ist lang und gerade. Der Vorder- und Hinterrand sind eng gerundet. Der Ventralrand ist weit gerundet. Die Wirbel sind sehr klein und treten kaum hervor. Das Gehäuse ist im Leben an der Bauchseite weit offen. Der umgeschlagene Mantel bedeckt etwa zwei Drittel der Außenseite des Gehäuses.
Das sehr kleine Ligament liegt intern auf dem flachen Resilifer (Ligamentträger). Die dorsalen Ränder werden durch Periostrakum-Material zusammen gehalten. Das Schloss ist nur schwach entwickelt. Beiderseits des Ligaments können sehr kleine Tuberkel vorhanden sein oder auch fast ganz fehlen. Es sind zwei Schließmuskeln vorhanden. Die Mantelmuskular bildet sich nicht in der Innenseite der Klappe ab. Die Byssusdrüse ist funktional.
Die weißliche Schale ist sehr zerbrechlich und opak. Die Ornamentierung besteht aus schwachen konzentrischen fadenförmigen Linien, die von zahlreichen radialen, feinen Rippen gekreuzt werden. Die feinen Rippen gabeln sich besonders an den Klappenrändern. Der Klappeninnenrand ist schwach gezähnelt, das Muster korrespondiert mit den feinen Rippen auf der Außenseite. Das dünne Periostrakum ist gelblich gefärbt.
Der Mantel ist geschlossen; es ist eine vordere Mantelöffnung und eine hintere Mantelöffnung, in der sich der einzige Sipho befindet. Über den zwei Öffnungen sind unpaare Manteltentakeln entwickelt. Der Mantel ist an der Seite mit Papillen besetzt.

## Geographische Verbreitung, Lebensraum und Lebensweise
Das Verbreitungsgebiet der Art erstreckt sich von den Britischen Inseln, der französischen Atlantikküste, der Iberischen Halbinsel, dem Mittelmeer und den Küsten Westafrikas bis nach Angola.
Die Tiere leben vom tiefsten Niedrigwasser bis in etwa 100 Meter Wassertiefe, unter Steinen, und unter Felsen oder in Spalten von Felsen.
In der Art ist ein sehr starker Geschlechtsdimorphismus ausgebildet. Die Männchen sind parasitische Zwergmännchen, die zeit ihres Lebens an der Unterseite des Mantels eines Weibchens angeheftet sind. Die Weibchen besitzen einen sehr beweglichen Fuß, mit dem sie sich rasch fortbewegen können. Sie können sich auch temporär mit Byssus am Untergrund anheften.

## Taxonomie
Das Taxon wurde 1825 von William Turton aufgestellt. Galeomma turtoni ist die Typusart der Gattung Galeomma Turton, 1825. MolluscaBase nennt folgende Synonyme: Galeomma pileum Brusina, 1866, Hiatella polii Gray, 1851, Hirudinaria alba Scacchi, 1833, Imisia aperta Brusina, 1870 und Parthenope formosa Scacchi, 1833.